# Königsstädte Marokkos
Als Königsstädte Marokkos bezeichnet man die vier Städte Fès, Marrakesch, Meknès und Rabat. Jede von ihnen war zu einem bestimmten Zeitpunkt in der Geschichte Marokkos die Hauptstadt einer der großen Dynastien des Landes (Idrisiden, Almoraviden, Almohaden, Meriniden, Saadier und Alawiden). Die jeweiligen Herrscher bauten ihre Hauptstadt prunkvoll aus, weshalb die Königsstädte heute zu den wichtigsten touristischen Attraktionen Marokkos gehören.
Die vier Königsstädte Marokkos mit den herrschenden Dynastien in chronologischer Folge sind:
- Fès: Hauptstadt der Idrisiden (807–926), Meriniden (1248–1465) und Alawiden (1666–1672 und 1727–1912)
- Marrakesch: Hauptstadt der Almoraviden (1070–1147), Almohaden (1147–1269) und Saadier (1554–1659)
- Meknès: Hauptstadt der Alawiden (1672–1727)
- Rabat: Hauptstadt der Alawiden (seit 1912)